# Сідар-Крест (Нью-Мексико)
Сідар-Крест (англ. Cedar Crest) — переписна місцевість (CDP) в США, в окрузі Берналільйо штату Нью-Мексико. Населення — 933 особи (2020).

## Географія
Сідар-Крест розташований за координатами 35°6′53″ пн. ш. 106°22′48″ зх. д. / 35.11472° пн. ш. 106.38000° зх. д. (35.114725, -106.380108).  За даними Бюро перепису населення США в 2010 році переписна місцевість мала площу 8,08 км², з яких 8,07 км² — суходіл та 0,00 км² — водойми.

## Демографія
Згідно з переписом 2010 року, у переписній місцевості мешкало 958 осіб у 428 домогосподарствах у складі 280 родин. Густота населення становила 119 осіб/км².  Було 485 помешкань (60/км²).
Расовий склад населення:
| - 86,2 % — білих - 1,3 % — корінних американців - 1,0 % — азіатів - 0,4 % — чорних або афроамериканців - 6,3 % — осіб інших рас |

До двох чи більше рас належало 4,8 %. Частка іспаномовних становила 20,3 % від усіх жителів.
За віковим діапазоном населення розподілялося таким чином: 18,2 % — особи молодші 18 років, 64,1 % — особи у віці 18—64 років, 17,7 % — особи у віці 65 років та старші. Медіана віку мешканця становила 50,9 року. На 100 осіб жіночої статі у переписній місцевості припадало 103,8 чоловіків;  на 100 жінок у віці від 18 років та старших — 101,5 чоловіків також старших 18 років.
Середній дохід на одне домашнє господарство  становив 70 903 долари США (медіана — 75 224), а середній дохід на одну сім'ю — 75 705 доларів (медіана — 66 250). За межею бідності перебувало 12,3 % осіб, у тому числі 14,4 % дітей у віці до 18 років та 0,0 % осіб у віці 65 років та старших.
Цивільне працевлаштоване населення становило 482 особи. Основні галузі зайнятості: освіта, охорона здоров'я та соціальна допомога — 28,6 %, виробництво — 23,7 %, роздрібна торгівля — 14,1 %, мистецтво, розваги та відпочинок — 8,5 %.